# Fredrik Jönzén
Jan Fredrik Jönzén (Uppsala, 13 giugno 1978) è un ex cestista svedese.

## Carriera
Con la Svezia ha disputato i Campionati europei del 2003.